# Proturentomon noseki
Proturentomon noseki är en urinsektsart som beskrevs av Josef Rusek 1975. Proturentomon noseki ingår i släktet Proturentomon och familjen Protentomidae. Inga underarter finns listade i Catalogue of Life.